# Turanoceratops
Turanoceratops ("face com chifres de Turan") é um gênero de dinossauro ceratopsiano herbívoro do final da Formação Bissekty do Cretáceo do Uzbequistão. Os fósseis datavam do andar intermediário Turoniano, há cerca de 90 milhões de anos. O crânio apresentava um par de longos chifres na sobrancelha, como os vistos nos Ceratopsidae, embora o Turanoceratops pareça ter sido uma transição entre os ceratopsianos anteriores e os ceratopsídeos, e não um ceratopsídeo em si.

## Descoberta
A partir da década de 1920, cientistas soviéticos descobriram fósseis fragmentários perto de Dzharakuduk, no distrito de Navoi Viloyat, levando-os à conclusão de que algum ceratopsídeo deve ter estado presente. Em 1988, o paleontólogo Lev Aleksandrovich Nesov com base neles publicou o nome Turanoceratops tardabilis, mas não forneceu uma descrição de modo que por enquanto permaneceu um nomen nudum. Em 1989, Nesov, L.F. Kaznysjkina e Gennady Olegovich Cherepanov nomearam validamente a espécie-tipo Turanoceratops tardabilis. O nome genérico é uma combinação de Turan, um antigo nome persa para o Turquestão, a região geral dos achados, e keras (κωνας) que significa "chifre" e ops (ωψ) que significa "rosto", um sufixo usual em nomes de ceratopsídeos. O nome específico significa "retardando" em latim, referindo-se à pesquisa prolongada.
O holótipo, CCMGE nº 251/12457, consiste em uma maxila esquerda danificada, o osso da mandíbula superior com dentes. Outros fósseis foram mencionados, mas alguns deles posteriormente foram comprovados como pertencentes a outros tipos de dinossauros. Uma caixa craniana, por exemplo (espécime CCGME 628/12457) foi mostrado para ser de um saurópode, enquanto o material de babado presumido na verdade representava placas de armadura de anquilossauro. O material autêntico inclui pós-orbitais com núcleos de chifre de sobrancelha, dentes, um predentário e elementos de membro.
Em 2004, Peter Dodson o considerou um nomen dubium, mas em 2009 Hans-Dieter Sues concluiu que era um táxon válido.

## Descrição

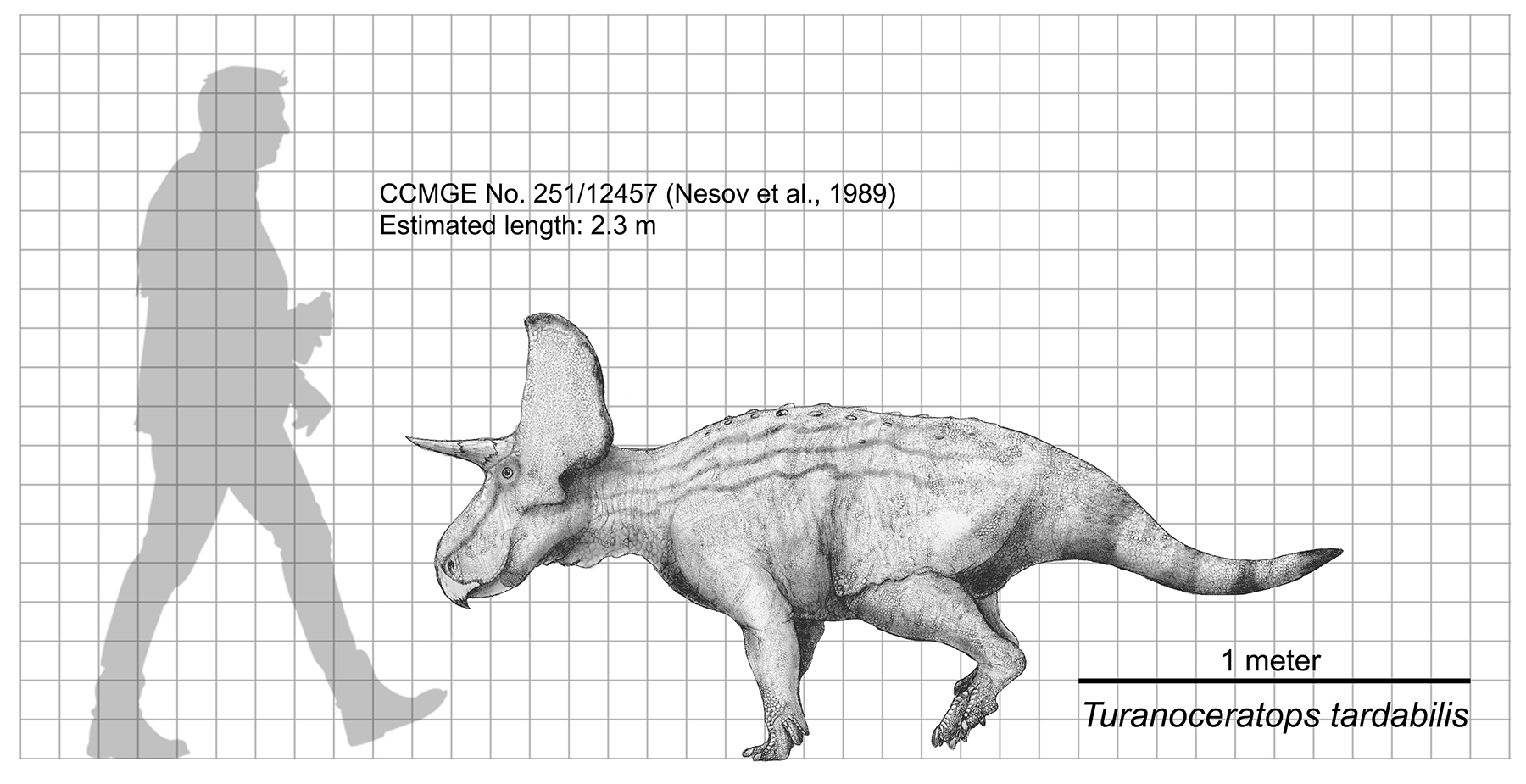
Tamanho comparado ao humano

O Turanoceratops era um animal relativamente pequeno. Em 2010, Gregory S. Paul estimou seu comprimento em dois metros, seu peso em 175 quilos.
Sues em 2009 determinou alguns traços tipicamente basais, indicando uma posição inferior na árvore evolutiva, e alguns traços mais derivados, mostrando uma posição superior. As características basais são as cristas secundárias desenvolvidas de forma variável nas coroas dos dentes e a posse de apenas dois ou três dentes por posição dentária. Traços derivados, mais basais em relação ao Zuniceratops, são o aumento do número de dentes para dois ou três e a posse de duas raízes por dente. Traços derivados mais gerais são a exclusão do osso frontal da borda superior da órbita ocular e a presença de cavidades incipientes no teto do crânio.

## Classificação
Turanoceratops pertenciam aos Ceratopsia (o nome em grego que significa "rosto com chifres"), um grupo de dinossauros herbívoros com bicos parecidos com papagaios que prosperaram na América do Norte e na Ásia durante o período Cretáceo, que terminou há 66 milhões de anos. Todos os ceratopsídeos foram extintos no final deste período. Um estudo de 2009 liderado por Hans-Dieter Sues analisou material fóssil adicional de Turanoceratops e concluiu que, ao contrário das expectativas, ele representava um verdadeiro (embora "transicional") membro da família Ceratopsidae. Se correto, representaria um ceratopsídeo asiático. No momento da publicação, isso teria sido único, já que todos os outros ceratopsídeos conhecidos até então eram da América do Norte. Alguns cientistas, como Andrew Farke, discordaram das descobertas de Sues. Farke e colegas realizaram uma análise filogenética independente dos novos fósseis de Turanoceratops e descobriram que era um parente próximo de Ceratopsidae (o grupo irmão imediato), mas não era um membro verdadeiro desse clado. Sues e Alexander Averianov criticaram essa análise, argumentando que Farke e seus colegas interpretaram ou codificaram erroneamente algumas características do fóssil em sua análise. No entanto, Xu et al. (2010) realizaram uma análise filogenética e concluíram que Turanoceratops foi mais derivado do que Zuniceratops e estava fora de Ceratopsidae, pois carece de várias sinapomorfias importantes deste grupo.